# Malformazione vascolare
Una malformazione vascolare è un'anomalia congenita dei vasi sanguigni o dei vasi linfatici.
Le malformazioni vascolari sono una sottocategoria delle anomalie vascolari, l'altra sottocategoria sono i tumori vascolari. La loro crescita può causare problemi clinici, funzionali ed estetici.

## Tipologie
Le malformazioni vascolari vengono innanzitutto suddivise in due tipi: a basso flusso e ad alto flusso.
- Le malformazioni vascolari a basso flusso comprendono le malformazioni capillari, le malformazioni venose e le malformazioni linfatiche.[2]
- Le malformazioni ad alto flusso implicano il coinvolgimento di una componente arteriosa, come nel caso delle malformazioni arterovenose.

Si possono avere inoltre malformazioni vascolari semplici, se è coinvolto un solo tipo di vaso, oppure malformazioni vascolari miste, se vi è il coinvolgimento di più di un tipo di vaso.

### Malformazione capillare
Le malformazioni capillari coinvolgono i capillari e sono il tipo più comune. Si riferivano inizialmente solo ai nevi vinosi, ma ora sono inclusi altri tipi. Le malformazioni capillari sono limitate agli strati superficiali della pelle, ma possono ispessirsi, diventare nodulari e talvolta deformanti. È stato proposto che la categoria delle malformazioni capillari sia classificata in sette principali tipi clinici tra cui il nevus flammeus nuchae.
La malformazione capillare è anche una caratteristica della sindrome macrocefalia-malformazione capillare.

### Malformazione venosa
Le malformazioni venose sono tipicamente masse imprecisamente definite di colore dal blu pallido al blu scuro e possono coinvolgere qualsiasi tessuto del corpo. La massa è morbida, spugnosa al tatto e facilmente comprimibile. Si trovano più comunemente nella testa e nel collo. Le malformazioni venose possono spesso estendersi più in profondità rispetto al loro aspetto superficiale, raggiungendo il muscolo o l'osso sottostante. Nel collo possono estendersi nel rivestimento della cavità orale o nelle ghiandole salivari.

### Malformazione linfatica

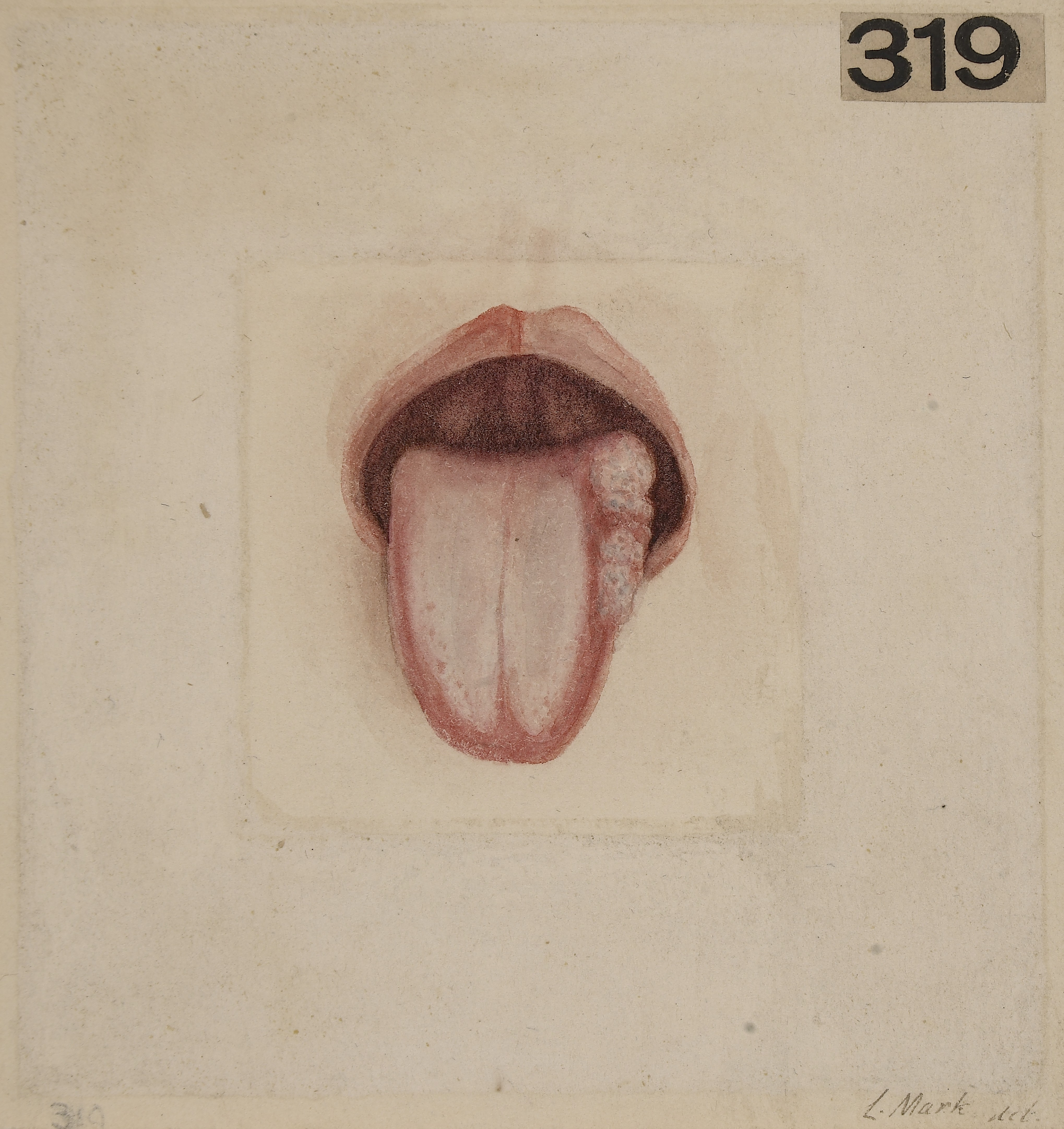
Disegno di un linfangioma microcistico sul lato sinistro della lingua di un ragazzo.

Le malformazioni linfatiche si sviluppano da vasi linfatici mal formati all'inizio dello sviluppo embrionale. Lo sviluppo anomalo dei vasi linfatici provoca la loro incapacità di connettersi e drenare nel sistema venoso.
Questi vasi linfatici possono bloccarsi a causa dell'accumulo di linfa che forma una massa cistica e sono noti come linfangiomi. Le malformazioni linfatiche possono essere macrocistiche, microcistiche o una combinazione dei due. Il linfangioma macrocistico è anche conosciuto come igroma cistico. Gli igromi cistici si verificano spesso nel collo.

### Malformazione artero-venosa

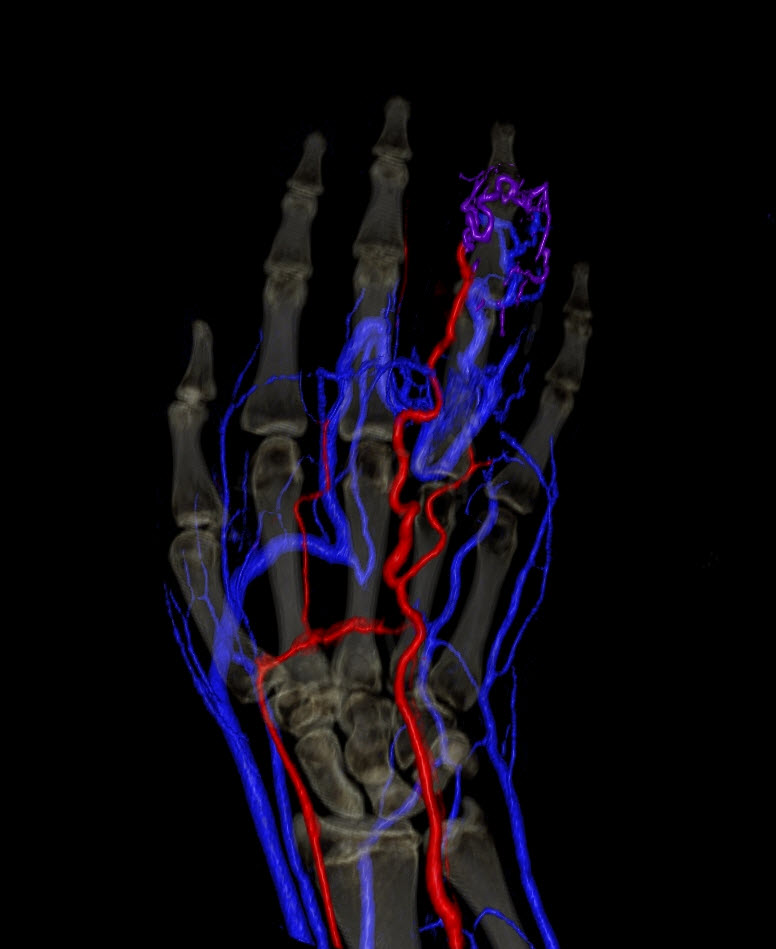
Immagine 3D di una malformazione arterovenosa mostrata in viola sull'anulare di una mano.

Le malformazioni arterovenose consistono in connessioni anomale tra arterie e vene.
Nel cervello una malformazione arterovenosa cerebrale fa sì che il sangue arterioso venga deviato direttamente nelle vene in quanto vi è l'assenza di un letto capillare. Ciò comporta un alto rischio di emorragia intracranica.